# غاب (موقع اجتماعي)
غاب (بالإنجليزية: Gab)‏ هو موقع تواصل اجتماعي ظهر لينافس تويتر وفيسبوك، أنشأ في سنة 2016 من قبل الأمريكي أندرو توربا و التركي أكرم بويوكايا. يركز الموقع على إعطاء حرية التعبير للجميع ولا يقمع الاراء المناهضة لليسار مثل المواقع الأخرى ويعطي الحرية للجميع سواء كان يميني أو يساري على الرغم من ذالك توجد جهات يسارية تطالب قوقل وابل بحجب الموقع لانه على حسب قولهم يحرض على العنف ونشر الكراهية .